# Pales efferata
Pales efferata là một loài ruồi trong họ Tachinidae.